# Mariano Torres Hernández
Mariano Antonio Torres Hernández (Talca, Chile; 19 de marzo de 1950) es un jinete chileno de rodeo. Fue campeón nacional de Chile junto a Gabriel Orphanopoulos en el Campeonato Nacional de Rodeo de 2004 al realizar 34 puntos, montando a "Ahí No Más" y "Guapetón", dejando en el segundo lugar a los favoritos Juan Carlos Loaiza y Eduardo Tamayo, quienes montaron a "Estimulada" y "Barracada".
Nació en Talca, pero asentado desde hace mucho años en San Javier, en la provincia de Linares. Corrió por muchos años junto a Orphanopoulos, también se ha dedicado a criar caballos chilenos, contando con su pequeño propio criadero llamado «La Torre». Además de campeón nacional de rodeo, ha sido considerado en reiteradas oportunidades como mejor jinete de su asociación.
Después de su título nacional de 2004 continuó siendo protagonista en las medialunas nacionales, corriendo con destacados jinetes, como con Felipe Jiménez, con quien tuvo destacadas participaciones en los rodeos para criadores. Ya alejado de las pistas, en abril de 2025, durante la 76.º edición del campeonato chileno, participó en el denominado «Día del Socio» de la Federación del Rodeo Chileno, con la Serie Campeones de Chile, una exhibición en donde se reunieron 21 colleras conformadas por grandes leyendas del deporte nacional de Chile, siendo ovacionado por el público presente.

## Campeonatos nacionales
| Año  | Collera               | Caballos                  | Puntaje | Asociación |
| ---- | --------------------- | ------------------------- | ------- | ---------- |
| 2004 | Gabriel Orphanopoulos | "Ahí No Más" y "Guapetón" | 34      | Colchagua  |